# Córdoba (línea F del subte de Buenos Aires)
La estación Córdoba será una futura red de subterráneos de la Ciudad de Buenos Aires. La estación se encontrará entre las estaciones Corrientes y Santa Fe sobre la línea F de subterráneos. Estará ubicada sobre una de las principales avenidas de la ciudad, la Avenida Callao, en la intersección con la Avenida Córdoba, en el barrio porteño de Balvanera.